# UltraISO
UltraISO es una aplicación para Microsoft Windows para crear, modificar y convertir archivos ISO para el proceso de grabación de discos ópticos.
UltraISO ofrece una versión de prueba gratuita y una versión Premium. Uno de los límites de la versión de prueba es que se pueden grabar imágenes de disco de hasta 300MB, mientras que en la versión Premium, este límite no está presente.

## Características
- Duplicar CD y DVD a una Imagen ISO.
- Crear imágenes ISO para archivos que están en un CD/DVD-ROM o disco duro.
- Editar archivos ISO existentes para añadir, borrar y crear archivos y carpetas.
- Crear imágenes ISO comprimidas (ISZ)
- Crear imágenes arrancables de CD, DVD y disquetes.
- Crear unidades USB arrancables desde una imagen arrancable (funciona solo con sectores de arranque DOS, Windows NT y Syslinux). El usuario puede abrir una imagen ISO con UltraISO, seleccionar Autoarranque y después Grabar imagen de disco para grabar la imagen en una unidad USB.
- Conversión de archivos BIN, IMG, CIF, NRG, BWI, DAA, DMG, HFS, entre otros al estándar ISO.
- Soporta todos los niveles ISO 9660 y extensiones Joliet.
- Optimización de estructura de archivos de imágenes ISO para ahorrar espacio en disco.
- Capacidad para montar imágenes ISO en un disco virtual.
- Calcular suma de verificación para verificación de archivos ISO
- Múltiples lenguajes soportados.
- Reproductor de audio digital integrado.
- Soporta el formato de disco UDF.
- Soporta parámetros de línea de comandos.[2]